# 泰安李氏
泰安李氏（テアンニし、朝鮮語: 태안이씨）は、朝鮮の氏族の一つ。本貫は忠清南道泰安郡である。2015年の調査では、4,339人である。
始祖は、中国・唐の人である李昇南の子孫で隴西出身（隴西李氏）の李奇であり、高麗光宗時代に戦乱を避けるため高麗の泰安に亡命した。
李奇の7代子孫の李蕆が泰安を領地に下賜され、泰安府院君に封ぜられたことから、泰安を本貫にして泰安李氏を創始した。

## 集姓村
- 黄海道松禾郡桃源面
- 黄海道安岳郡龍門面徳鶴里
- 黄海道載寧郡
- 黄海道信川郡
- 平安北道鉄山郡扶西面長佐洞[2]